# Sotirios Sotiropoulos
Sotirios Sotiropoulos, in greco Σωτήριος Σωτηρόπουλος? (Nauplia, 1831 – Atene, 1898), è stato un politico greco, per un breve periodo primo ministro della Grecia dal 15 maggio al 30 ottobre 1893.
Dopo aver studiato giurisprudenza ed essere stato membro della Convenzione costituzionale, nel 1864 viene nominato Ministro dell'Economia, carica che ricopre per vari mandati durante i governi di Alexandros Koumoundouros.
Nel 1893 viene incaricato da re Giorgio I di forma un governo ma pochi mesi dopo non ottiene la fiducia del Parlamento.
Successivamente Sotiropoulos venne rapito, nei pressi di Calamata,  dal brigante Lafazanis e sarà rilasciato 31 giorni dopo.
Muore ad Atene nel 1898.